# Bruce Yurko
Bruce Yurko (1951) is een Amerikaans componist, muziekpedagoog en dirigent.

## Levensloop
Yurko studeerde eerst aan de Wilkes College of Music en behaalde de Bachelor of Music in muziekpedagogiek. Later studeerde hij hoorn bij Douglas Hill en John Covert aan het Ithaca College - School of Music in Ithaca (New York) en behaalde daar zijn Master of Music onder andere in compositie, dat hij bij Karel Husa gestudeerd heeft. Verder studeerde hij in de seminaren van de College Band Directors National Association (C.B.D.N.A.) HaFa-directie onder andere bij Thomas Michalik, Frederick Fennell, Eugene Migliaro Corporan, H. Robert Reynolds en Donald Hunsberger.
Van 1974 tot 1981 was hij dirigent van de harmonieorkesten aan de Madison High School in Madison (New Jersey). Vanaf 1981 dirigeerde hij het harmonieorkest van de Cherry Hill High School East in Cherry Hill, New Jersey. Met het laatste orkest deed hij in 1987 concertreizen door de Sovjet-Unie in Moskou en Sint-Petersburg en naar Tallinn in Estland. In 1998 concerteerde dit orkest in de bekende Carnegie Hall in New York. Later speelde dit orkest ook in de Verizon Hall, het concertgebouw van het Philadelphia Orchestra. Van 2000 tot 2004 was Yurko dirigent van het harmonieorkest van de befaamde Princeton-universiteit in Princeton (New Jersey). Tegenwoordig is hij dirigent aan de Wennonah Presbyterian Church. Hij was eveneens gastdirigent van de New Jersey All State Wind Ensemble and Symphonic Band, de All South Jersey Region III Wind Ensemble and Symphonic Band, de North Jersey Region I Wind Ensemble en de Central Jersey Region II Wind Ensemble.
Voor zijn werken kreeg hij vele prijzen en onderscheidingen, zo onder andere de 1e prijs bij de compositiewedstrijd van de Virginia Intercollegiate Band voor zijn Chant and Toccata. Zijn Concerto voor hoorn en harmonieorkest en zijn Concerto voor slagwerk en harmonieorkest waren verplicht gesteld op de Florida State University's Festivals of New Music en werden onder andere door het Florida State University Wind Orchestra onder leiding van James Croft uitgevoerd.  Zijn Concerto voor slagwerk en harmonieorkest werd ook door het befaamde Eastman Wind Ensemble onder leiding van Donald Hunsberger uitgevoerd.
Hij is lid van de Music Educators National Conference, de World Association for Symphonic Bands and Ensembles (W.A.S.B.E.), de College Band Directors National Association en de New Jersey Music Educators Association.

## Composities

### Werken voor harmonieorkest
- 1973-1974 Concerto, voor harmonieorkest
- 1975 Concerto voor hoorn en harmonieorkest
- 1976 Chant and Toccata
- 1977 Concerto, voor trombone en harmonieorkest
- 1978 Danza
- 1980 Divertimento, voor harmonieorkest
  1. Intrada
  2. Misterioso
  3. Alla Marcia
  4. Pastoral
  5. Burla
  6. Aria
  7. Episode
  8. Epilogue
- 1984 Incantations
- 1994 Night Dances
- 1996 Celebrations
- 1996 Pastorale Nocturne
- 1997 Concerto, voor slagwerk en harmonieorkest[1]
- 1997 In Memoriam: Kristina (ter nagedachtenis aan Kristina Damm, hoorniste in de Cleaview Regional High School Band)
- 1999 Elegy
- 2001 Concerto, voor fagot en harmonieorkest
- 2001 Intrada
- 2003 Concerto, voor piccolo/fluit en harmonieorkest
- 2003 Sinfonietta, voor harmonieorkest
- 2004 emc-x
- 2006 Danza No. 2[2]
- In heavens Air
- Sinfonia no. 3

## Media
1. ↑  Concerto, voor slagwerk en harmonieorkest door University of North Texas Wind Symphony o.l.v. Eugene Corporon. Gearchiveerd op 23 april 2016.
2. ↑  Danza No. 2 door Roxbury High School Wind Symphony, Succasunna (New Jersey) o.l.v. Todd Nichols

- International Standard Name Identifier: 0000 0000 5252 3381
- Library of Congress Control Number: no96045375
- MusicBrainz: 2525dbbd-c9e8-4338-bc68-16ec1f254654
- Virtual International Authority File: 19274867
- WorldCat: E39PBJdRv7m9DFmD7QmhW6HKVC